# Circle of Silence
Circle of Silence ist eine deutsche Power-Metal-Band aus Heilbronn, die 2006 gegründet wurde.

## Geschichte

### 2006–2009: DemosYour Own Story/The Supremacy of Time
Die Band Circle of Silence wurde im Jahr 2006 gegründet. Ende 2006 erschien die erste Demo-CD Your Own Story als Eigenproduktion. Die Demo-CD ist mittlerweile ausverkauft und kann nicht mehr über die Band bezogen werden.
Von November 2007 bis Februar 2008 wurde die zweite Demo-CD The Supremacy of Time aufgenommen, welche im März 2008 ebenfalls wieder als Eigenproduktion veröffentlicht wurde.
Durch stetige Live-Präsenz und Konzerte mit Bands wie Powerwolf, Fear My Thoughts oder Miseration konnten sich Circle Of Silence als feste Größe in der regionalen Metal-Szene etablieren.

### 2010:The Blackened Halo
Im Mai / Juni 2010 wurde die dritte CD The Blackened Halo zusammen mit Produzent Vagelis Maranis in den Maranis Studios in Backnang aufgenommen. Nach dem Ende der Produktion begaben sich Circle of Silence auf die Suche nach einer Plattenfirma. Anfang des Jahres 2011 unterschrieb die Band einen weltweiten Plattenvertrag mit dem Label Massacre Records.
Das Artwork der CD stammt von dem kanadischen Künstler Vitaly s. Alexius.
Das aktuelle Bandlogo wurde von dem finnischen Künstler Janne „ToxicAngel“ Pitkänen erstellt. Das Album enthält 11 Titel mit einer Gesamtspielzeit von ca. 48 Minuten und wurde am 29. April 2011 via Massacre Records weltweit veröffentlicht.
Am 28. Juni 2011 wurde zu dem Lied Synthetic Sleep ein Musikvideo veröffentlicht.

### 2013:The Rise Of Resistance
Das Nachfolgealbum zu "The Blackened Halo" wurde, wie auch schon der Vorgänger, ebenfalls in Zusammenarbeit mit Produzent Vagelis Maranis in den Maranis Studios, im Zeitraum von Dezember 2012 bis Februar 2013, aufgenommen. Das Artwork zu dem Album, mit dem Titel "The Rise Of Resistance", wurde von Francisco Garcés (Dibujante nocturno) erstellt. 
Am 24. Mai 2013 wurde das Album, mit einer Gesamtspielzeit von ca. 50 Minuten und 12 Songs, weltweit über Massacre Records veröffentlicht.

## Stil
Der Stil von Circle of Silence kann als eine Mischung aus Power-, Thrash- und Heavy Metal beschrieben werden. Die Band liegt stilistisch somit mehr im Bereich des US-Power Metal. Auf der ersten Demo-CD Your Own Story waren teilweise noch Einflüsse aus dem Bereich des Melodic Death Metal in den Liedern zu finden. Diese Einflüsse wurden auf der zweiten Demo-CD The Supremacy of Time allerdings abgelegt und die Band fokussierte sich mehr auf den Bereich Heavy- / Power Metal.

## Diskografie
- 2006: Your Own Story (Demo, Eigenproduktion)
- 2008: The Supremacy of Time (Demo, Eigenproduktion)
- 2009: Edge of Clarity auf Metal 2 Metal – Sampler Pt. 1
- 2011: The Blackened Halo (Massacre Records)
- 2013: The Rise of Resistance (Massacre Records)

## Videos
- 2011: Synthetic Sleep (Album: The Blackened Halo)